# Gbomblora
Ne doit pas être confondu avec Gbomblora-Kpèna.
Gbomblora est une localité et le chef-lieu du département de Gbomblora dans la province du Poni de la région Sud-Ouest au Burkina Faso.

## Géographie
Gbomblora est situé à environ 12 km au sud-est de Gaoua. La commune est traversée par la route nationale 11 se dirigeant vers Batié, puis la frontière ghanéenne au sud-est et la frontière ivoirienne au sud.

## Économie
Depuis 2015, la ville (tout comme une partie du département) est raccordée au réseau national d'électricité dans le cadre de l'électrification du Noumbiel.

## Santé et éducation
Gbomblora accueille un centre de santé et de promotion sociale (CSPS) tandis que le centre hospitalier régional (CHR) de la province se trouve à Gaoua.